# هیونجونگ، پادشاه گوریو
پادشاه هیونجونگ (زاده ۱ اوت ۹۹۲ (میلادی) - مرگ ۱۷ ژوئن ۱۰۳۱ (میلادی)) هشتمین پادشاه از دودمان گوریو بود. او نوه پادشاه ته‌جو بود که در سال ۱۰۰۹ پس از پادشاه موکجونگ به حکومت رسید و تا سال ۱۰۳۱ حکومت کرد.

## خانواده
- پدر : شاهزاده آنجونگ از گوریو
  - پدربزرگ : پادشاه تائجو از گوریو
  - مادربزرگ : ملکه شینسئونگ از قبیلۀ گیئونگجو کیم
- مادر : ملکه هئونجئونگ از قبیلۀ کائسونگ وانگ
  - پدربزرگ : پادشاه دائجونگ از گوریو
  - مادربزرگ : ملکه سئونوی از قبیلۀ جئونگجو ریو
  - همسران و فرزندان :
    1. ملکه وونسئونگ از قبیلۀ آنسان کیم
      1. پادشاه دئوکجونگ از گوریو
      2. پادشاه جئونگجونگ از گوریو

    2. ملکه وونهیه از قبیلۀ آنسان کیم
      1. پاشاه مونجونگ از گوریو

## هم‌چنین ببینید
- فهرست پادشاهان کره